# Alakabelalu, Bangalore South
Alakabelalu là một làng thuộc tehsil Bangalore South, huyện Bangalore Urban, bang Karnataka, Ấn Độ.